# Miro cendré
Heteromyias albispecularis
Espèce
Statut de conservation UICN

 LC  : Préoccupation mineure
Le Miro cendré (Heteromyias albispecularis) est une espèce de passereaux de la famille des Petroicidae endémique en Nouvelle-Guinée.

## Taxonomie
C'est l'une des deux espèces du genre Heteromyias. Auparavant, il était considéré comme une sous-espèce du Miro à tête grise originaire d'Australie et connu comme Heteromyias albispecularis. Il a également été classé dans le genre Poecilodryas. Décrit par le naturaliste italien Tommaso Salvadori en 1874, il est membre de la famille australasienne des Petroicidae. Des études de Sibley et Ahlquist par hybridation de l'ADN ont conduit à placer ce groupe dans le sous-ordre des Corvida comprenant de nombreux passereaux tropicaux et en Australie notamment les pardalotes, fée-roitelets, méliphages et corbeaux. Toutefois, après des recherches moléculaires (et le consensus actuel) les Miros sont une ramification très précoce des Passerida.

## Description
Mesurant 15 à 18 cm de long, le Miro cendré est un Miro grand et trappu. Il a une tête et des joues noires avec une bande blanche s'étendant vers l'arrière et  le haut des yeux. Il a une gorge blanche fonçant pour devenir chamois sous le ventre et brun dans les parties supérieures. Il a une tache blanche sur les ailes par ailleurs sombre plumage. Le bec est gris-noir, les yeux sont brun foncé, et les pattes rose pâle.

## Répartition et habitat
Le Miro cendré vit à travers les zones élevées de Nouvelle-Guinée (à la fois en Papouasie occidentale et en Papouasie-Nouvelle-Guinée) entre 1 400 et 2 600 m d'altitude. En forêt il vit seul ou occasionnellement en couple à l'étage bas ou sur le sol.

## Comportement

### Alimentation
Il est insectivore et chasse souvent ses proies sur le sol. Parmi ses proies figurent les fourmis, des coléoptères, des phasmes, des mille-pattes et aussi des vers de terre [4].

### Reproduction
Le nid est une coupe peu profonde faite d'écorce, d'herbe, de brindille et des feuilles sèches. Les toiles d'araignées sont utilisées pour la solidité ou le rembourrage. Le nid est généralement placé dans la végétation entre 1 et 3 m au-dessus du sol. La couvée est constituée d'un seul œuf crème ou vert olive et blanc, marqué de taches beige ou mauve généralement concentrées autour de l'extrémité la plus grosse et mesure 24 sur 20 mm de long.

## Sous-espèces
D'après Alan P. Peterson, il existe 5 sous-espèces :
- Heteromyias albispecularis albispecularis Salvadori) 1876 ;
- Heteromyias albispecularis armiti De Vis 1894 ;
- Heteromyias albispecularis atricapilla Mayr 1931 ;
- Heteromyias albispecularis centralis Rand 1940 ;
- Heteromyias albispecularis rothschildi Hartert 1930.